# Aleuroplatus pauliani
Aleuroplatus pauliani là một loài côn trùng cánh nửa trong họ Aleyrodidae, phân họ Aleyrodinae.
Aleuroplatus pauliani được Takahashi miêu tả khoa học đầu tiên năm 1955.